# Хориути, Кэнъю
Кэнъю Хориути (яп. 堀内 賢雄 Хориути Кэнъю:, 30 июля, 1957, префектура Сидзуока) — японский сэйю.
В 2002 году он основал свой собственный офис по управлению озвучкой, Kenyu Office. Хориути наиболее известен японским дублированием Брэда Питта, Чарли Шина, Бена Стиллера, Бена Аффлека, Джесси Кацополиса (в ситкоме ABC «Полный дом») и многих других.

## Позиции в Гран-при журналаAnimage
- 1991 год — 8-е место в Гран-при журнала Animage в номинации на лучшего мужчину-сэйю[1].

## Роли в аниме
1973
- Бей эйс! (ТВ-1) — Такаси Тиба

1978
- Бей эйс! (ТВ-2) — Такаси Тиба

1983
- Psychoarmor Gobarian — Ганс Шульц

1985
- Honoo no Alpen Rose: Judy & Randy — Голос за кадром
- Ниндзя-воин Тобикагэ — Ирубора Саро
- High School! Kimen-gumi — Кай Ундо

1986
- Мобильный воин ГАНДАМ Зета Два — Машимр Селло
- Transformers: Scramble City Hatsudouhen — Хот Спот
- Сага об Амоне — Амон
- Город любви — Мистер Джей
- Поиск исходных данных — Базз
- Dorimogu Daa!! — Рональд

1987
- Kikou Senki Dragonar — Лайт Ньюман
- Кризис каждый день — Дэйли Вонг
- Manga Nihon Keizai Nyumon — Юки

1988
- Легенда о героях Галактики: Мне покорится море звезд (фильм первый) — Уинн
- Moeru! Oniisan — Таро
- Tokyo Vice — Диктор
- Бей эйс! OVA-1 — Такаси Тиба
- Легенда о героях Галактики OVA-1 — Антон Фернер
- Жестокий Джек OVA-2 — Блю Кид

1989
- Tenkuu Senki Shurato — Тэн-О Юга
- Йома: Посланцы царства тьмы — Хикагэ
- Wrestler Gundan Seisenshi Robin Jr. — Робин Гуд
- Синие огни — Рюити Кайдзу

1990
- Teki wa Kaizoku: Neko-tachi no Kyouen — Лагендра
- Грязная Парочка: Заговор рейса 005 — Данни
- Коты-Самураи — Рекер (эп. 29-)
- Fushigi no Umi no Nadia — Сансон
- Жестокий Джек OVA-3 — Тэцуя

1991
- Кризис каждый день: Крах! — Дэйли
- Священная Риг-Веда — Бисамон-тэн
- Fushigi no Umi no Nadia Gekijou you Original Han — Сансон
- Уважаемый старший брат (ТВ) — Такаси Итиномия
- Choujin Locke/Shin Sekai Sentai — Кариан / Кабен
- Темница Одзанари: Башня ветра — Эспре

1992
- Космический рыцарь Теккамен Блейд (ТВ) — Бальзак
- Yuu Yuu Hakusho TV — Хокусин
- Wolf Guy — Дзиммэй
- Eien no Filena — Несто

1993
- Мобильный воин ГАНДАМ Виктория — Хангельг Эвин
- Dochinpira — Судзухата
- Bad Boys — Ёдзи Каванака
- Подъемная сила — Эрхард фон Райндарс

1994
- Компайлер OVA-1 — Байос
- Yamato Takeru — Цукуёми

1995
- Ai Tenshi Densetsu Wedding Peach — Петора
- Компайлер OVA-2 — Байос

1996
- Мобильный воин ГАНДАМ: Восьмой взвод МС — OVA — Бон Абуст
- Мобильный ГАНДАМ Икс — Джамиль Нит
- B'tX — Метал Фейс
- Apo Apo World: Giant Baba 90-bun 1-hon Shoubu — Джамбо Тсурута
- Harimogu Harry — Камэрэон-сэнсэй
- Kiko-chan Smile — Голос за кадром

1997
- Kindaichi Shounen no Jikenbo (1997) — Сигэру Нагасима
- B't X Neo — Метал Фейс

1998
- Универсальная современная девушка-кошка (ТВ) — Якумо Охидзуми
- Ковбой Бибоп (ТВ) — Грен (эп. 12)
- Мобильный воин ГАНДАМ: Восьмой взвод МС — Фильм — Бон Абуст
- Kurogane Communication — Ривз

1999
- Donkey Kong — Эдди
- Бесконечное путешествие корабля Ривиас — Эрик Кэмпбелл

2000
- Angelique: White Wing Memoirs OVA-1 — Оскар
- Ginsokiko Ordian — Хидэаки Санада

2001
- Angelique ~From the Sanctuary with Love~ OVA-2 — Оскар
- Шаман Кинг — Микихиса Асакура
- Вавилон Второй (ТВ-2) — Родем
- The Siamese: First Mission — Сиро

2002
- Призрачное пламя (ТВ) — Дандзё Косака
- Angelique : Twin Collection OVA-3 — Оскар
- Подземелье Токио — Смок
- Синее синего — Рука Сайондзи
- Всадники Джи-Он — Сэндзабуро Кудзирай
- Маленькая Принцесса Юси — Ганбард
- Наруто (ТВ-1) — Второй Хокагэ
- Pecola — Газель-сан

2003
- Воздушный мастер — Джульетта Сакамото
- Галактические Железные Дороги (ТВ-1) — Йохансон
- Школа убийц (ТВ-1) — Лабарро
- Синее синего: Судьба — Рука Сайондзи
- Двойная Спика — Томоро Камогава

2004
- Гравион 2 — Хуги Дзэрабайа
- Рыцари Зодиака (фильм пятый) — Либра Доко
- Юго - Переговорщик — Ахмад (Pakistan Chapter)
- Angelique OVA-4 — Оскар
- В далекие времена (ТВ) — Ёрихиса-но-Ани

2005
- Галерея подделок — Рамос
- Махораба — Джонни / Юкио Хайбара
- Eyeshield 21 TV — Леонардо Аполлон
- Pataliro Saiyuki! — Ми-тян
- Огнём и мечом — The Claws
- Animal Yokochou — Яманами-сан
- Уличный боец Альфа OVA-2 — Гокэн в детстве

2006
- Rakugo Tennyo Oyui — Энтё Санютэй
- Кулак Северной Звезды — Фильм (2006) — Токи
- Мобильный воин ГАНДАМ: Апокалипсис 0079 — Вернер Холбейн
- Мед и клевер (второй сезон) — Харада
- Койот Рэгтайм — Епископ
- Loving Angel Angelique ~When Hearts Awaken~ (ТВ-1) — Оскар
- Super Robot Taisen: OG Divine Wars — Ирмгарт Кадзахара
- Работяга — Кимио Нарита

2007
- Major (ТВ-3) — Итиро Ямада
- Loving Angel Angelique ~ Radiant Tomorrow ~(ТВ-2) — Оскар
- Король динозавров (первый сезон) — Норатти
- Наруто (ТВ-2) — Пейн/Нагато
- Кулак Северной Звезды OVA-1 — Токи
- Синий Дракон (первый сезон) — Леголас
- Детектив Конан (фильм 11) — Дзёдзи Иванага
- Кулак Северной Звезды — Фильм (2007) — Токи

2008
- Волчица и пряности (первый сезон) — Мартин Либерт
- Король динозавров (второй сезон) — Норатти
- Кулак Северной Звезды OVA-2 — Токи
- Синий Дракон (второй сезон) — Леголас
- Ран, девочка-телепат (Ромпэй Исодзаки — отец Ран)
- Ультрафиолет: Код 044 — Гарсия
- Титания — Доктор Ли Чзан-Чэнь

2009
- Повесть о Гэндзи: Тысячелетие — Кирицубо-но-Микадо
- Сага о Гуине — Гуин
- Шангри-Ла — Такэхико

2010
- Нодамэ Кантабиле (третий сезон) — Масаюки Тиаки

2011
- Suite PreCure! — Мефист

2013
- Kill la Kill — Барадзо Манкансёку
- One Piece — Кинъэмон

2021
- Двуличный братик Урамити — Тэкито Дэрэкида